# Alexandra Flood

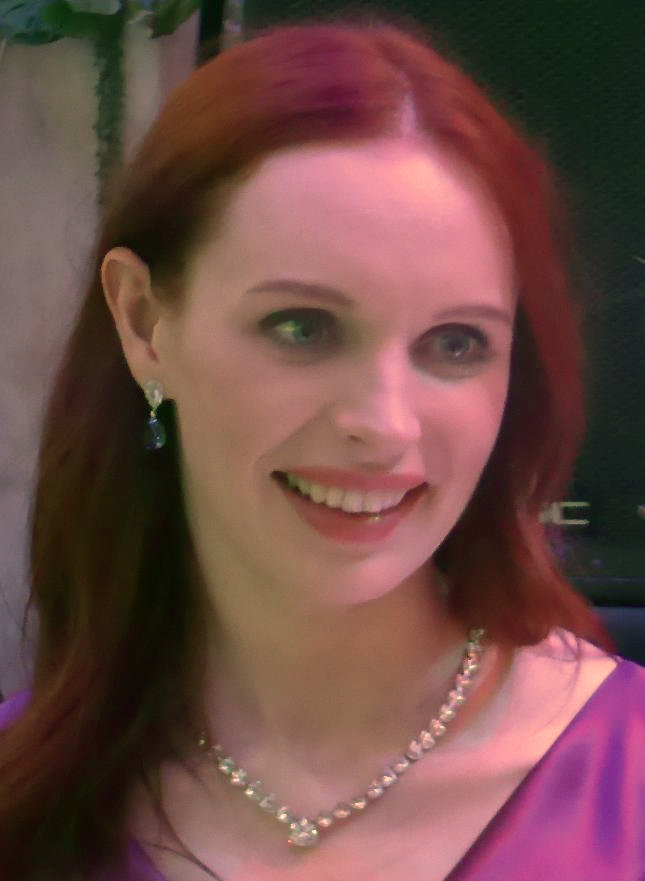
Alexandra Flood, 2016

Alexandra Flood (geboren am 26. Februar 1990 in Cowes auf Phillip Island) ist eine australische Opernsängerin der Stimmlage Sopran.

## Leben
Flood besuchte das Methodist Ladies' College in Melbourne und studierte von 2007 bis 2010 an der Universität Melbourne (B. A., Diplom in Musik). 2011 erhielt sie das Graduate Diploma of Journalism am Royal Melbourne Institute of Technology. Von 2014 bis 2016 studierte sie an der Hochschule für Musik und Theater München (Master in Music Theatre).
Flood war Mitglied des Young Singers Project der Salzburger Festspiele 2014 und machte ihr europäisches Bühnendebüt dort als Blonde in einer Produktion für Kinder von Mozarts Die Entführung aus dem Serail und als Modistin in Richard Strauss’ Der Rosenkavalier. Ihre erste führende Rolle war im Mai 2015 Marguerite in Le petit Faust von Hervé am Staatstheater am Gärtnerplatz in München. Darauf folgte im Oktober die Titelrolle in Janáčeks Das schlaue Füchslein für Pacific Opera, Sydney.
2016 wurde Flood Studio Artist beim Wolf Trap Opera Festival in Fairfax County, Virginia. Sie sang Violetta in Traviata Remixed beim Grachtenfestival in Amsterdam und Serpetta in Mozarts La finta giardiniera im September bei den Niedersächsischen Musiktagen in Hannover.
In Konzerten sang Flood in Carl Orffs Carmina Burana, Vivaldis Gloria, Saint-Saëns’ Oratorio de Noël, Händels Messiah, Haydns Die Jahreszeiten, und Vaughan Williams’ Pastoral Symphony. Sie sang Edna in Jonathan Doves Kirchenoper Tobias and the Angel mit dem Münchner Rundfunkorchester unter der Leitung von Ulf Schirmer.
Flood hat Stipendien und Auszeichnungen in Australien, Österreich und Deutschland gewonnen. Sie lebt in München. Die Schauspielerin Georgia Flood ist ihre Schwester, der Autor Morris West ihr Großonkel.
Im Jahr 2023 gründete Flood ein Liederfestival in Brisbane, Australien.